# Ujados
Ujados ist ein Ort und eine Gemeinde (municipio) mit 28 Einwohnern (Stand: 2024) im Norden der Provinz Guadalajara in der Autonomen Gemeinschaft Kastilien-La Mancha. 

## Lage und Klima
Ujados liegt in einer Höhe von ca. 1150 m in der Kulturlandschaft der Serranía. Die Entfernung zur südsüdwestlich gelegenen Provinzhauptstadt Guadalajara beträgt ca. 59 Kilometer (Fahrtstrecke). 
Das Klima ist gemäßigt bis warm; Regen (553 mm/Jahr) fällt übers Jahr verteilt.

## Bevölkerungsentwicklung
| Jahr      | 1970 | 1981 | 1991 | 2001 | 2011 | 2021 |
| Einwohner | 76   | 57   | 48   | 30   | 31   | 30   |

## Sehenswürdigkeiten
- Michaeliskirche